# Samu Ferenc
Samu Ferenc (1941–) magyar ejtőernyős sportoló.

## Életpálya
Nagy versenyrutinnal rendelkező sportoló, számos bajnokság és rekord-ugrás részese. A gödöllői ejtőernyős repülőtéren oktató és ernyőbeugró, szakszolgálat vezető. 1966-ban a 8. olyan ejtőernyős, aki túl van az 1000. ugrásán. Az MHSZ keretében több hadseregbajnokság részvevője, helyezettje.

## Sportegyesületei
- Központi Repülőklub (KRK)
- az MHSZ Gödöllői Repülő Klub

## Sporteredmények

### Világbajnokság
- A VIII. Ejtőernyős Világbajnokságot 1968. augusztus 9. és augusztus 25. között NDK-ban, Lipcsében rendezték, ahol Hüse Károly, Pataki László, Szeder Ferenc és Ullaga András társaságában a válogatott tagja volt.

### Magyar bajnokság
Tizenháromszoros hazai ejtőernyős rekorder.
- A X. Magyar Ejtőernyős Nemzeti Bajnokságot 1963. július 21. valamint július 27. között tartották meg Hajdúszoboszlón, ahol
  - az 1000 méteres férfi egyéni célba ugrás bronzérmese,
  - az egyéni összetett verseny ezüstérmese,
- A XI. Magyar Ejtőernyős Nemzeti Bajnokság megrendezésére 1964. szeptember 21. és szeptember 20. között újra Hajdúszoboszlón rendezték.
  - az 1000 méteres férfi egyéni célba ugrás ezüstérmese,
  - az 1500 méteres férfi kombinált ugrás országos bajnoka,
- A XII. Magyar Ejtőernyős Bajnokságot 1965. augusztus 25. és augusztus 31. között Hajdúszoboszlón tartották, ahol
  - az 1000 méteres férfi egyéni célba ugrás bronzérmese. Két ugrása 0,17 méteres átlagával új országos rekordot állított fel.
  - a 2000 méteres stílus ugrás ezüstérmese,
  - a férfi egyéni összetett országos bajnok,
- A XIII. Magyar Ejtőernyős Nemzeti Bajnokságot 1966-ban rendezték.
  - az 1000 méteres férfi egyéni célba ugrás országos bajnoka,

## Szakmai sikerek
A Magyar Népköztársaság Érdemes Sportolója.

## Külső hivatkozások
- Samu Ferenc. mebsz.hu. [2010. augusztus 9-i dátummal az eredetiből archiválva]. (Hozzáférés: 2011. december 2.)